# Orfeo Pizzoferrato
Orfeo Pizzoferrato (ur. 19 stycznia 1951 w Pescinie) – włoski kolarz torowy  i szosowy, dwukrotny medalista torowych mistrzostw świata.

## Kariera
Pierwszy sukces w karierze Orfeo Pizzoferrato odniósł w 1974 roku, kiedy zdobył srebrny medal w indywidualnym wyścigu na dochodzenie podczas mistrzostw świata w Montrealu. W zawodach tych wyprzedził go jedynie Hans Lutz z RFN, a trzecie miejsce zajął Thomas Huschke z NRD. Na rozgrywanych w 1975 roku mistrzostwach świata w Liège w tej samej konkurencji Pizzoferrato zajął trzecie miejsce za Thomasem Huschke i Władimirem Osokinem z ZSRR. W 1976 roku wystartował na igrzyskach olimpijskich w Montrealu, gdzie rywalizację w indywidualnym wyścigu na dochodzenie ukończył na piątej pozycji. Ponadto wielokrotnie zdobywał medale torowych mistrzostw świata, a w 1976 i 1978 roku był mistrzem w indywidualnej jeździe na czas.